# 전용우의 시사집중
《전용우의 시사집중》은 대한민국에서 평일 저녁 6시 30분에 텔레비전으로 방송하였던 JTBC의 주중 뉴스 프로그램이다.